# Ubur
Ubur ist eine der indonesischen Kei-Inseln.

## Geographie
Ubur liegt nördlich der Inseln Kei Dullah und Kei Kecil. Ubur gehört zum Distrikt (Kecamatan) Pulau Dullah Selatan des Regierungsbezirks (Kabupaten) der Südostmolukken (Maluku Tenggara). Dieser gehört zur indonesischen Provinz Maluku.